# Charlamagne tha God
Lenard Larry McKelvey (né le 29 juin 1978 à Charleston), connu professionnellement sous le nom de Charlamagne tha God ou simplement Charlamagne, est un animateur de radio et de télévision américain.
Il co-anime l'émission The Breakfast Club (en) avec DJ Envy (en), avec qui il a été intronisé au Radio Hall of Fame (en) en 2020 pour leur participation à l'émission. Il a également animé le talk-show de fin de soirée Hell of a Week with Charlamagne tha God sur Comedy Central.
Avant de travailler pour The Breakfast Club, il a travaillé comme animateur radio pour plusieurs stations et a également été second micro sur The Wendy Williams Experience (en) avec Wendy Williams sur VH1. Il est aussi le fondateur du Black Effect Podcast Network. Il a également été vidéo-jockey pour The Week in Jams (en) avec DJ Envy et Sofi Green. En 2015, McKelvey a commencé à animer l'émission Uncommon Sense (en) sur MTV2.
Il a été surnommé « le Howard Stern du hip-hop » par le magazine Rolling Stone.